# Hubert Hurkacz
Hubert Hurkacz (n. 11 februarie 1997) este un jucător profesionist de tenis polonez. El a fost clasat pe locul 8 mondial la simplu de către Asociația Profesioniștilor din Tenis (ATP), poziție pe care a obținut-o la 29 ianuarie 2024, și este actualul nr. 1 polonez la simplu. A câștigat opt titluri ATP Tour la simplu, dintre care două titluri ATP 1000 la Miami Open 2021 și Shanghai Masters 2023. La dublu, cea mai înaltă poziție în clasament este locul 30 mondial obținut la 13 iunie 2022.
Ca junior, Hurkacz a fost clasat pe locul 29 în lume. El și partenerul său Alex Molčan au fost finaliști la finala de dublu pentru băieți de la Australian Open 2015. Ca profesionist, a intrat în top 100 pentru prima dată în 2018, după ce a ajuns în runda a doua de la French Open 2018 și US Open 2018. În acel an, s-a calificat în finala ATP Next Generation, unde a câștigat împotriva lui Jaume Munar, dar a pierdut în fața lui Frances Tiafoe și Stefanos Tsitsipas. În 2019, a câștigat primul său titlu ATP la Winston-Salem Open 2019. Anul următor, el a învins trei adversari de rang superior la Cupa ATP 2020 și a ajuns în semifinalele ATP Auckland Open 2020. Făcând acest lucru, a intrat în top 30 al clasamentului mondial. În 2021, după ce a câștigat al doilea și al treilea titlu de simplu, a ajuns la prima semifinală de Grand Slam la Campionatele de la Wimbledon din 2021 și a devenit al doilea polonez care a avut o apariție în semifinalele unui Grand Slam după Jerzy Janowicz în 2013.

## Cariera profesionistă

### 2022: al doilea Masters la dublu, primul titlu ATP 500, din nou top 10 la simplu
În ianuarie, Hubert Hurkacz a participat la Cupa ATP 2022, unde victoria sa în fața lui Diego Schwartzman a pecetluit victoria Poloniei asupra Argentinei și a permis echipei poloneze să avanseze în semifinale. La Australian Open 2022, Hurkacz l-a învins pe Egor Gerasimov înainte de a pierde în fața lui Adrian Mannarino în runda a doua. S-a clasat pe locul 4 la Turneul Mondial de Tenis ABN AMRO din 2022 de la Rotterdam. Hurkacz l-a eliminat pe Jo-Wilfried Tsonga în prima rundă. În runda a doua a pierdut în fața lui Lorenzo Musetti în trei seturi.
La Campionatele de tenis de la Dubai din 2022, Hurkacz a ajuns la prima sa semifinală ATP 500 când l-a învins pe Jannik Sinner în sferturile de finală. Cap de serie al 5-lea, a pierdut în semifinală în fața capului de serie nr. 2 Andrei Rubliov.
În martie, Hurkacz, cap de serie nr.8, a intrat în Miami Open, unde a fost campion en-titre. După victorii în fața lui Arthur Rinderknech, Aslan Karațev și Lloyd Harris, el a ajuns în sferturile de finală unde l-a învins pe Daniil Medvedev. În semifinale, el a pierdut într-un meci strâns cu Carlos Alcaraz în seturi consecutive, care a inclus două tiebreak-uri. Hurkacz a intrat, de asemenea, în turneul de dublu cu John Isner cu wildcard, unde au câștigat titlul, învingându-i pe Wesley Koolhof și Neal Skupski în finală.
La Monte-Carlo Masters 2022, Hurkacz a înregistrat cea de-a 100-a victorie în carieră învingându-l pe Pedro Martínez în runda a doua. Apoi l-a învins pe Albert Ramos Viñolas pentru a ajunge la primul său sfert de finală Masters 1000 pe un teren de zgură. În sferturile de finală, el a pierdut în fața lui Grigor Dimitrov într-un meci în trei seturi.
În mai, Hurkacz a participat la Madrid Open, obținând victorii în fața lui Hugo Dellien, Alejandro Davidovici Fokina și Dušan Lajović. În sferturile de finală, a pierdut în seturi consecutive în fața nr. 1 mondial Novak Djokovic. La Italian Open 2022, Hurkacz a pierdut în prima rundă în fața lui David Goffin în două seturi la tiebreak.
A ajuns pentru prima dată în runda a patra la French Open, după ce l-a învins pe David Goffin în runda a treia. A pierdut în runda a patra în fața norvegianului Casper Ruud în patru seturi. Cu acel meci, Hurkacz și-a încheiat sezonul pe zgură ca fiind unul dintre cei mai buni din cariera sa de până acum, cu un record de victorii înfrângeri de 9-3 (75% record de victorii).
În iunie, a câștigat Halle Open, primul său titlu din 2022, pe iarbă, precum și primul său titlu ATP 500, câștigând în finală împotriva numărului 1 mondial Daniil Medvedev. În drum spre finală i-a învins pe Maxime Cressy, Ugo Humbert, Félix Auger-Aliassime și Nick Kyrgios. Aceasta a devenit, de asemenea, a cincea finală de simplu la rând pe care a câștigat-o și a devenit al șaptelea jucător din Era Open care a câștigat primele cinci finale ale turului ATP.

### 2023: Semifinalist la United Cup, al doilea titlu de Masters

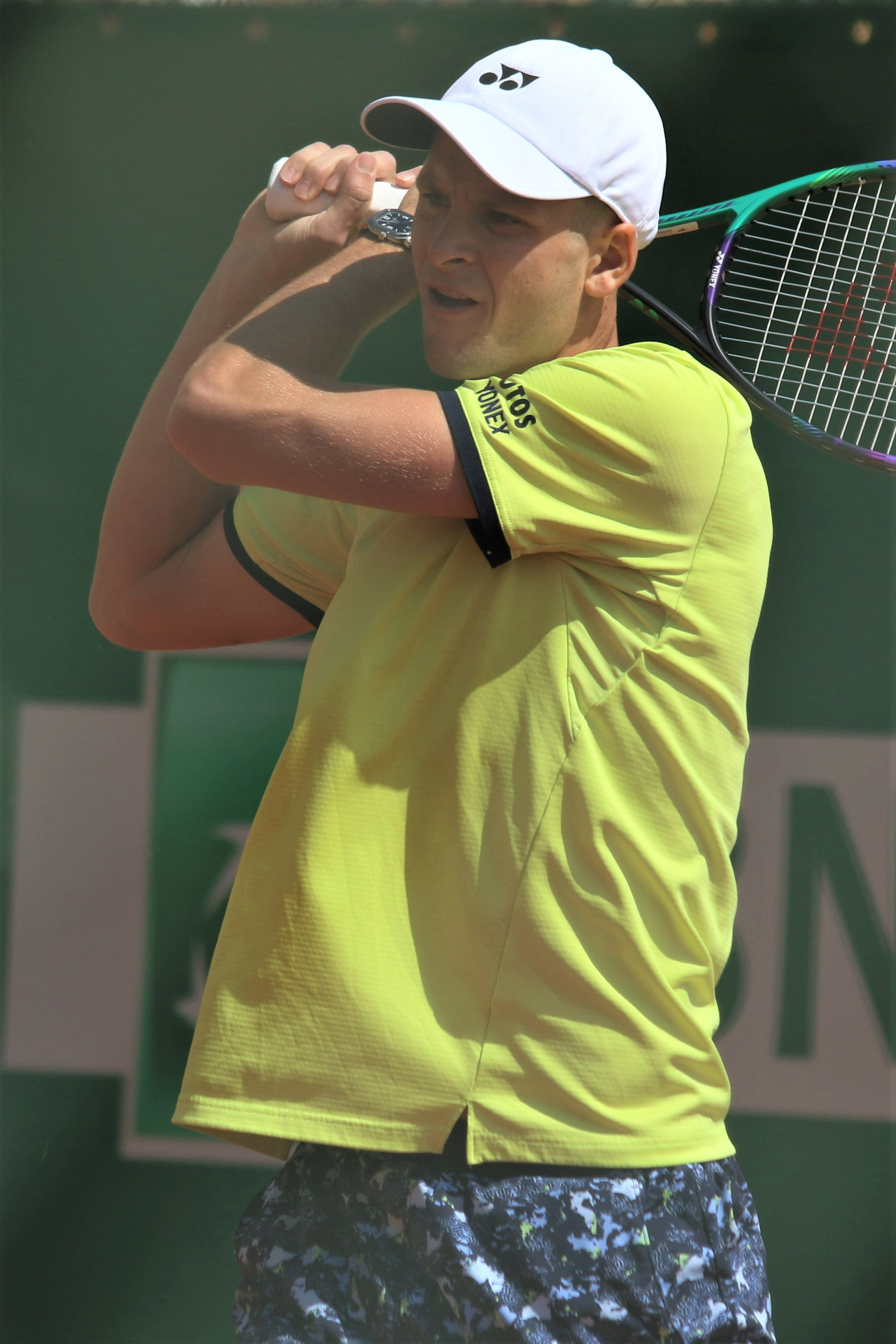
Hurkacz

Clasat pe locul 10 la United Cup 2023, Hurkacz l-a învins pe Alexander Bublik pentru a da Poloniei un avantaj de 2-1 împotriva Kazahstanului. Hurkacz l-a învins apoi pe elvețianul Stan Wawrinka pentru a ajuta Polonia să avanseze în finala de la Brisbane City. Făcând pereche cu Iga Świątek împotriva perechii italiene Camilla Rosatello și Lorenzo Musetti, Hubi și Iga au câștigat punctul decisiv pentru a trimite Polonia în Final Four-ul Cupei United de la Sydney.
La Australian Open 2023, Hurkacz, cap de serie nr. 10, l-a învins în prima rundă pe Pedro Martínez. În runda a doua l-a înfruntat pe Lorenzo Sonego și a câștigat meciul în cinci seturi. L-a învins în turul următor pe Denis Șapovalov în cinci seturi și a avansat în runda a patra, cel mai bun rezultat al său de până atunci la Australian Open. A jucat împotriva lui Sebastian Korda și a pierdut un meci strâns în cinci seturi, care s-a încheiat într-un super tiebreak.
În februarie, a ajuns în finala de la Marsilia, învingându-i pe Leandro Riedi, Mikael Ymer și Alexander Bublik. În finală, l-a învins pe Benjamin Bonzi în două seturi și a obținut al șaselea titlu de simplu din carieră.
În martie, la Miami Open 2023 a ajuns în runda a treia cu o victorie în fața lucky loser-ului Thanasi Kokkinakis după ce a salvat cinci mingi de meci, jucând cel mai lung meci în trei seturi din sezonul de până atunci, care a durat 3 ore și 31 de minute, cu trei tiebreak-uri.
La Mastersul de la Monte-Carlo din 2023 a înregistrat cea de-a 50-a victorie la Masters, mai mult decât orice alt jucător polonez de sex masculin, învingându-l pe Laslo Djere într-o altă bătălie tot de aproape trei ore și jumătate, cu trei tie-break-uri care au salvat o minge de meci. În runda a doua l-a învins pe Jack Draper înainte de a pierde în runda a treia în fața lui Jannik Sinner în trei seturi.
În luna mai, Hurkacz s-a înscris la Openul Franței 2023 ca al 13-lea favorit. În prima rundă, l-a învins pe David Goffin în cinci seturi.  În runda a doua, a jucat împotriva lui Tallon Griekspoor și a câștigat din nou meciul în cinci seturi. Ulterior, a fost învins în runda a treia de Juan Pablo Varillas, care nu era cap de serie, în cinci seturi.
La Wimbledon, Hurkacz a intrat în turneu ca favoritul nr. 17. A ajuns în runda a patra după ce i-a eliminat pe Albert Ramos Viñolas, Jan Choinski și Lorenzo Musetti, toți în seturi directe. În runda a patra, în ciuda faptului că a servit 33 de ași, a pierdut în fața lui Novak Djokovic, al doilea favorit, în patru seturi, cu două tie-break-uri. La Canada Masters 2023, Hurkacz, finalist anul trecut la acest turneu, a ajuns în runda a treia după ce i-a învins pe Alexander Bublik și Miomir Kecmanović. În runda a treia, el a pierdut în trei seturi în fața numărului 1 mondial în exercițiu, Carlos Alcaraz. La Cincinnati Masters 2023, Hurkacz i-a învins pe Thanasi Kokkinakis, Borna Ćorić, Stefanos Tsitsipas și Alexei Popyrin. În semifinale, a pierdut din nou în fața numărului 1 mondial Carlos Alcaraz în trei seturi. În septembrie, a debutat la Cupa Laver reprezentând echipa Europei.
În octombrie, a ajuns în a treia finală din cariera sa la Masters, la Rolex Shanghai Masters 2023, învingându-i pe Fábián Marozsán și Sebastian Korda. În finală, l-a învins pe Andrei Rubliov în trei seturi pentru a-și adjudeca al doilea titlu de Masters și al șaptelea în total. Ca urmare, a revenit pe locul 11 mondial în clasamentul de simplu pe 16 octombrie 2023. Hurkacz a ajuns într-o altă finală la ATP 500 Swiss Indoors 2023, învingându-l pe Ugo Humbert.  În finală a pierdut în fața campionului în exercițiu Félix Auger-Aliassime. La Mastersul de la Paris 2023, a ajuns până în faza sferturilor de finală ale turneului, unde a pierdut în fața lui Grigor Dimitrov în trei seturi. A intrat în finala ATP 2023 ca supleant, înlocuindu-l pe Stefanos Tsitsipas, și a jucat un meci împotriva lui Novak Djokovic, pierzând în trei seturi.

### 2024: Finalist la United Cup, sfert de finală la Australian Open și numărul 8 mondial
Hurkacz a început sezonul la United Cup 2024. După prima sa victorie în primul meci la simplu, a făcut pereche cu Iga Świątek la dublu mixt pentru a obține o victorie în fața Braziliei. Cu victoriile obținute în fața Spaniei, Chinei și Franței, echipa Poloniei s-a calificat în finală.
Cap de serie numărul 9 la Australian Open 2024, Hurkacz i-a învins pe Omar Jasika și Jakub Menšík, veniți din calificări, pe Ugo Humbert, cap de serie nr. 21, și pe un alt francez, Arthur Cazaux, care a primit un wildcard, pentru a ajunge pentru prima dată în sferturile de finală la acest turneu major. El a pierdut în fața lui Daniil Medvedev într-un meci de patru ore și cinci seturi. În urma acestui rezultat, el a trecut pe locul 8 mondial în clasament.
În februarie, Hurkacz a participat la turneul Open 13 Provence în calitate de campion în exercițiu. A ajuns în semifinale după ce i-a învins pe Alexander Shevchenko și Tomáš Macháč. În semifinală a pierdut în fața lui Ugo Humbert în două seturi.

## Statistici carieră

### Participare la turnee de Grand Slam
| C | F | SF | QF | #R | RR | Q# | P# | DNQ | A | Z# | PO | Au | Ag | Br | NMS | P | NH |

#### Simplu
| Turneu               | 2018 | 2019 | 2020 | 2021 | 2022 | 2023 | 2024 | SR     | W–L   | Victorii % |
| -------------------- | ---- | ---- | ---- | ---- | ---- | ---- | ---- | ------ | ----- | ---------- |
| Turnee de Grand Slam |      |      |      |      |      |      |      |        |       |            |
| Australian Open      | Q2   | 1R   | 2R   | 1R   | 2R   | 4R   | QF   | 0 / 6  | 9–6   | 60%        |
| French Open          | 2R   | 1R   | 1R   | 1R   | 4R   | 3R   |      | 0 / 6  | 6–6   | 50%        |
| Wimbledon            | 1R   | 3R   | NH   | SF   | 1R   | 4R   |      | 0 / 5  | 10–5  | 67%        |
| US Open              | 2R   | 1R   | 2R   | 2R   | 2R   | 2R   |      | 0 / 6  | 5–6   | 45%        |
| Câștigat–pierdut     | 2–3  | 2–4  | 2–3  | 6–4  | 5–4  | 9–4  | 4–1  | 0 / 23 | 30–23 | 57%        |

## Finale semnificative

### Finale ATP 1000

#### Simplu: 1 (1 titlu)
| Rezultat | An   | Turneu     | Suprafață | Adversar      | Scor          |
| -------- | ---- | ---------- | --------- | ------------- | ------------- |
| Câștigat | 2021 | Miami Open | Dură      | Jannik Sinner | 7–6(7–4), 6–4 |

#### Dublu: 2 (2 titluri)
| Rezultat | An   | Turneu        | Suprafață | Partner               | Adversari                   | Scor                       |
| -------- | ---- | ------------- | --------- | --------------------- | --------------------------- | -------------------------- |
| Câștigat | 2020 | Paris Masters | Dură      | Félix Auger-Aliassime | Mate Pavić Bruno Soares     | 6–7(3–7), 7–6(9–7), [10–2] |
| Câștigat | 2022 | Miami Open    | Dură      | John Isner            | Wesley Koolhof Neal Skupski | 7–6(7–5), 6–4              |